# Sternopriscus marginatus
Sternopriscus marginatus är en skalbaggsart som beskrevs av Watts 1978. Sternopriscus marginatus ingår i släktet Sternopriscus och familjen dykare. Inga underarter finns listade i Catalogue of Life.

## Bildgalleri

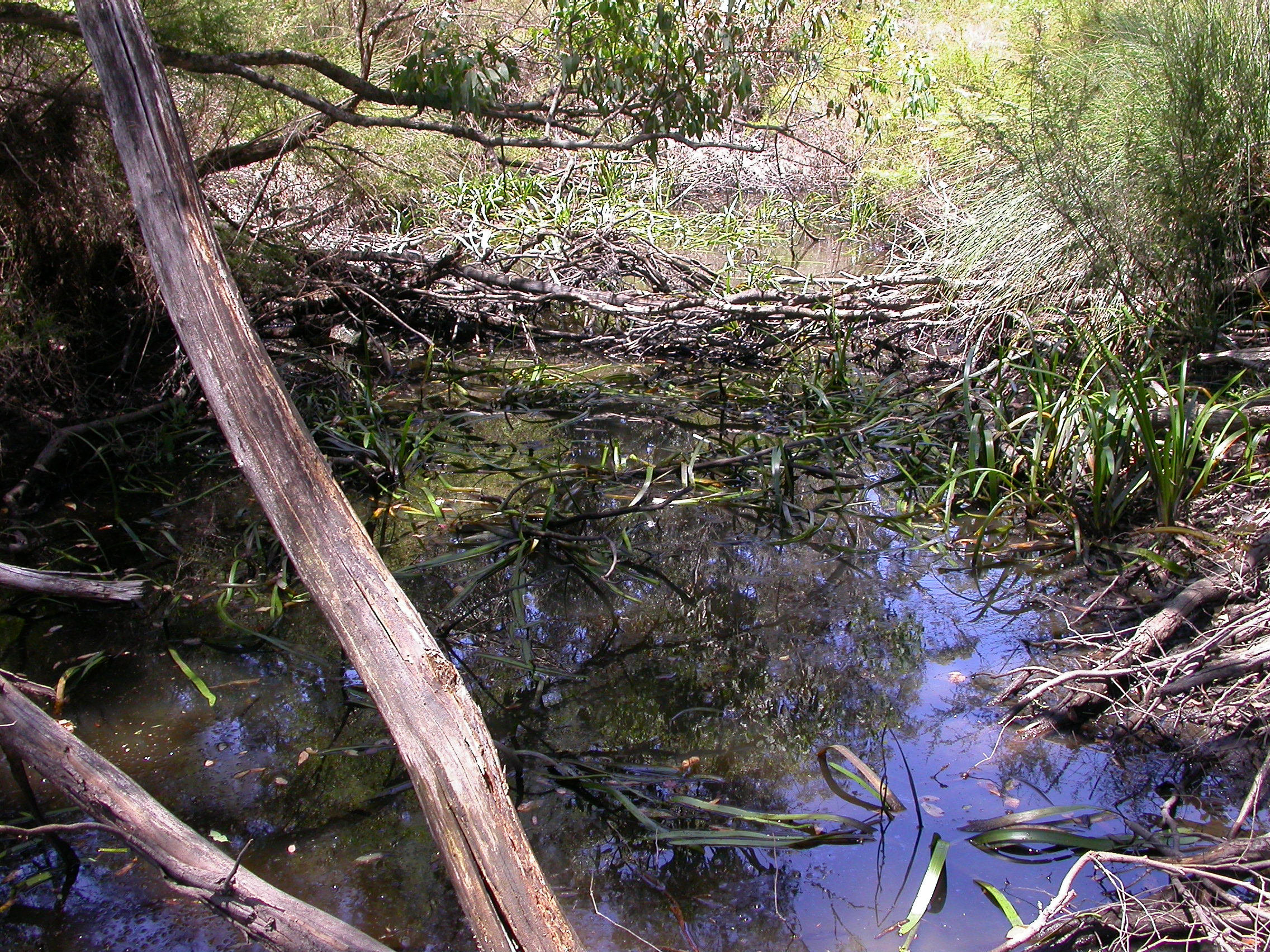